# Amblyops sagamiensis
Amblyops sagamiensis is een aasgarnalensoort uit de familie van de Mysidae. De wetenschappelijke naam van de soort is voor het eerst geldig gepubliceerd in 2012 door Murano.